# Síndrome de macrostomía por ablefaron
El síndrome de abléfaron-macrostomia es una enfermedad hereditaria que se presenta con muy poca frecuencia, por lo cual se incluye dentro del grupo de las enfermedades raras. Se cree que se hereda según un patrón autosómico dominante. La primera descripción fue realizada por McCarthy, G. T. y West, C. M. en el año 1977.
Los niños afectados presentan diversas anomalías que afectan sobre todo a cabeza y cara, piel, órganos genitales y dedos, en ocasiones existe deficiencia mental y retraso en el desarrollo del lenguaje. 
En la cara, los párpados están ausentes o poco desarrollados (ablefaria), no existen pestañas ni cejas,  la boca es muy grande (macrostomia) y las orejas son anómalas y pequeñas. La piel es delgada y presenta arrugas y repliegues anormales, también existen anomalías dentales que pueden ser muy marcadas.
El tratamiento se basa en medidas de rehabilitación y cirugía plástica para la reconstrucción de los párpados.